# Rosenthal (Parsberg)
Rosenthal ist ein Gemeindeteil der Stadt Parsberg im Landkreis Neumarkt in der Oberpfalz in Bayern.

## Geographie
Rosenthal liegt rund sieben Kilometer nordwestlich des Stadtzentrums von Parsberg. Naturräumlich befindet er sich in der Fränkischen Alb rechts und links des Frauenbachs, der in südlicher Richtung der Schwarzen Laber zufließt. 
Der Weiler ist verkehrsmäßig erschlossen durch eine Gemeindeverbindungsstraße, die nordwestlich des Weilers von der Staatsstraße 2251 abzweigt und nach dem Weiler in südöstlicher Richtung im Tal der Schwarzen Laber über die Polstermühle nach Klapfenberg führt.

## Geschichte
Der Weiler entstand im späten 19. Jahrhundert und wurde zur Gemeinde Ronsolden gegeben. 1900 wohnten in seinen drei Wohngebäuden 14 Personen; die Kinder gingen in den katholischen Pfarrort Klapfenberg im Bistum Eichstätt zur Schule. Das amtliche Ortsverzeichnis von 1925 vermeldet 15, das Ortsverzeichnis von 1950 16 Einwohner bei unverändert drei Wohnhäusern. Die Gemeinde gehörte inzwischen zum Landkreis Parsberg. Als sie im Zuge der Gebietsreform in Bayern aufgelöst wurde, kamen Teile davon am 1. Januar 1972 in die nunmehr dem Landkreis Neumarkt in der Oberpfalz zugehörende Stadt Parsberg, darunter auch Rosenthal.